# Oreficeria carolingia

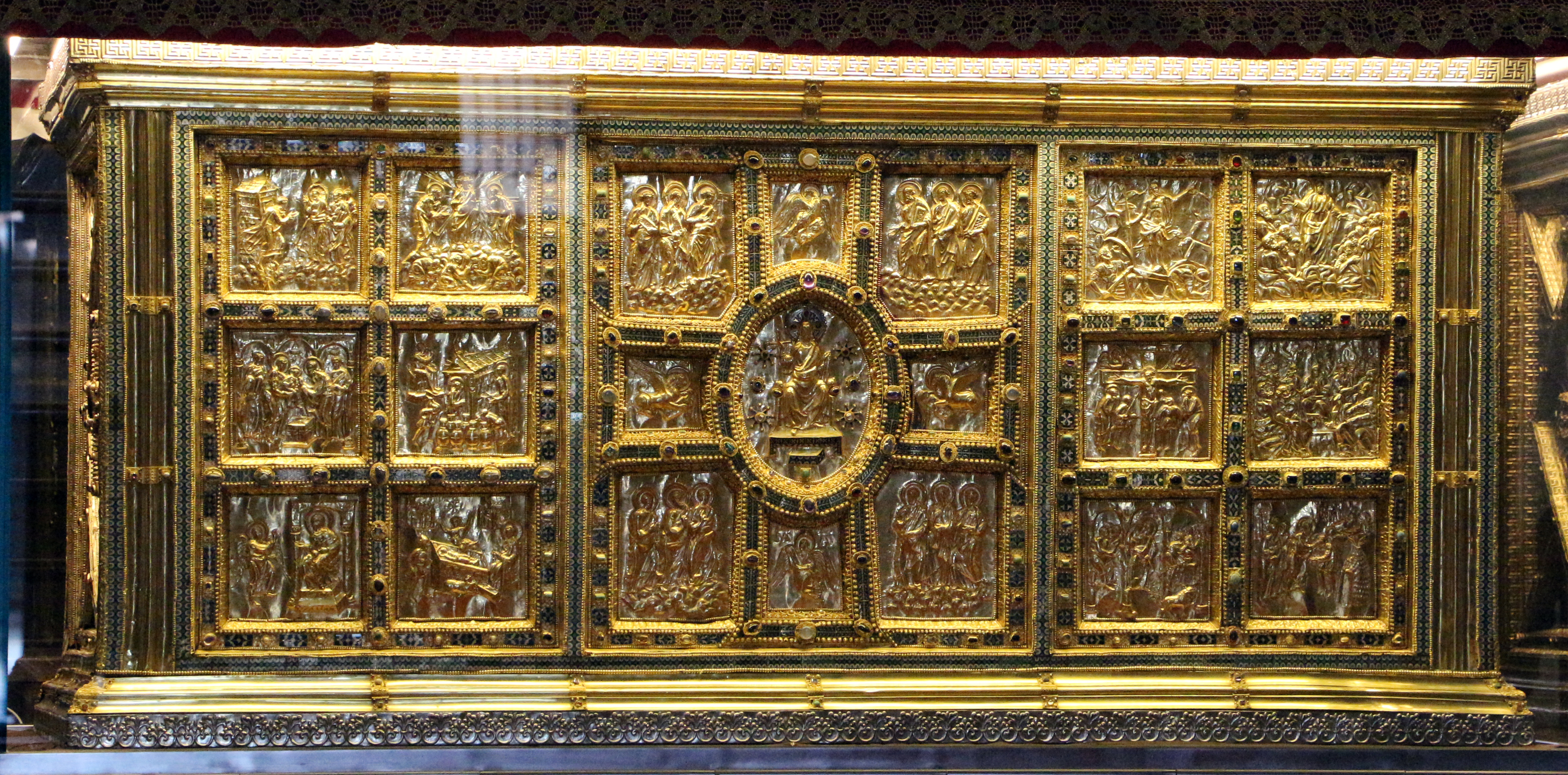
Altare di Sant'Ambrogio, 824-859 circa, basilica di Sant'Ambrogio, Milano

L'oreficeria carolingia indica la produzione di manufatti in metalli preziosi, gemme e smalti, sviluppatasi tra il IX e il X secolo nell'ambito dell'arte carolingia. Costituì una delle espressioni più elevate della cosiddetta rinascita carolingia, riflettendo l'ideale imperiale di rinnovamento culturale e spirituale promosso da Carlo Magno e dai suoi successori. L'oreficeria di questo periodo si distinse per la monumentalità delle forme, l'impiego ricchissimo di materiali preziosi e l'elaborazione di un linguaggio formale che fondeva suggestioni tardo-antiche, bizantine e insulari.
Numerose opere superstiti, come reliquiari, altari portatili, copertine di codici e croci processionali, testimoniano la straordinaria perizia tecnica e il forte valore simbolico attribuito all'oreficeria nel contesto carolingio, sia come manifestazione di potere sia come strumento di culto.

## Contesto storico

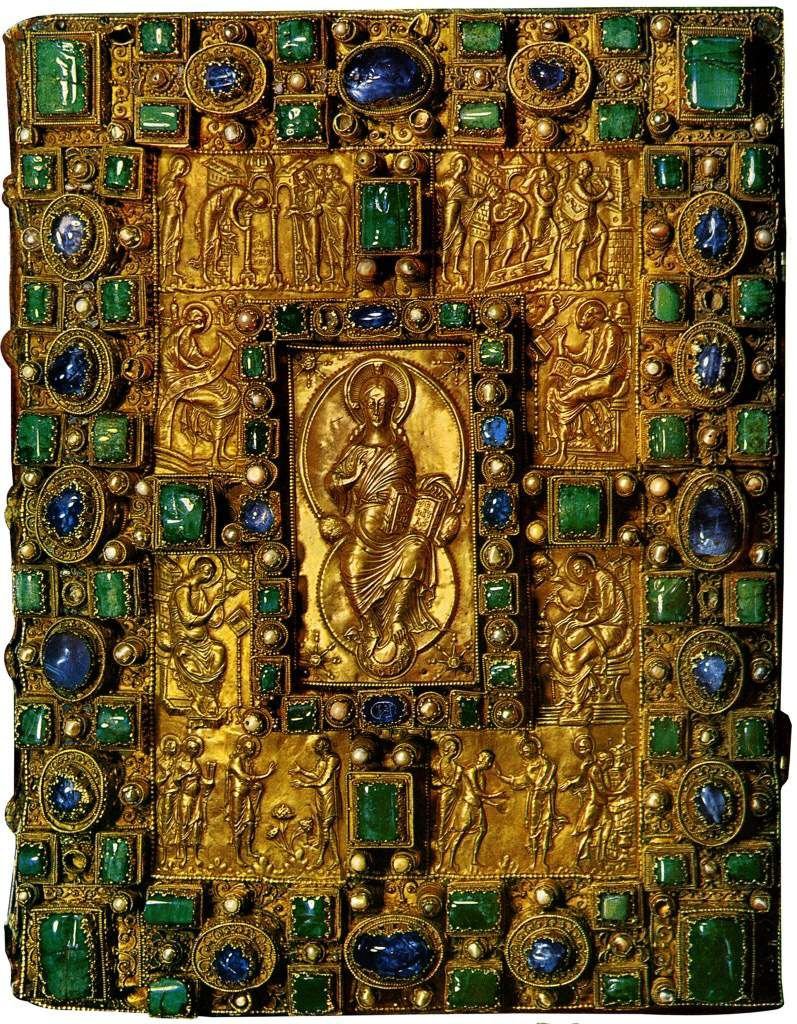
Coperta del Codex Aureus di Sant'Emmerano, Bayerische Staatsbibliothek, Monaco di Baviera

L'oreficeria carolingia si sviluppò nel contesto della cosiddetta rinascita carolingia, un periodo di rinnovamento culturale e artistico promosso da Carlo Magno e dai suoi successori tra la fine dell'VIII e l'inizio del X secolo. Questo movimento mirava a restaurare la grandezza dell'Impero romano attraverso la valorizzazione delle arti, delle lettere e della religione cristiana.
Il programma culturale carolingio si fondava su una stretta collaborazione tra potere imperiale e istituzioni ecclesiastiche. Monasteri e cattedrali divennero centri di produzione artistica, sostenuti da una committenza che vedeva nell'arte un mezzo per affermare l'autorità politica e la devozione religiosa. La produzione orafa, in particolare, fu incentivata dalla disponibilità di metalli preziosi e gemme, spesso ottenuti attraverso conquiste militari, come nel caso del saccheggio del tesoro degli Avari nel 795 che aveva procurato cinquanta carri colmi d'oro e argento.
Le officine orafe carolingie, situate in centri come Aquisgrana, Reims, Saint-Denis e San Gallo, produssero opere destinate a chiese e monasteri, tra cui reliquiari, altari, croci e copertine di codici. Questi manufatti riflettevano una sintesi stilistica tra elementi tardo-antichi, bizantini e insulari, testimoniando l'aspirazione carolingia a un'arte imperiale cristiana.
L'oreficeria carolingia non solo rappresentava un'espressione artistica di alto livello, ma anche un simbolo tangibile della rinascita culturale voluta da Carlo Magno, incarnando l'ideale di un impero cristiano rinnovato e unificato sotto l'autorità imperiale e divina.

## Caratteristiche stilistiche

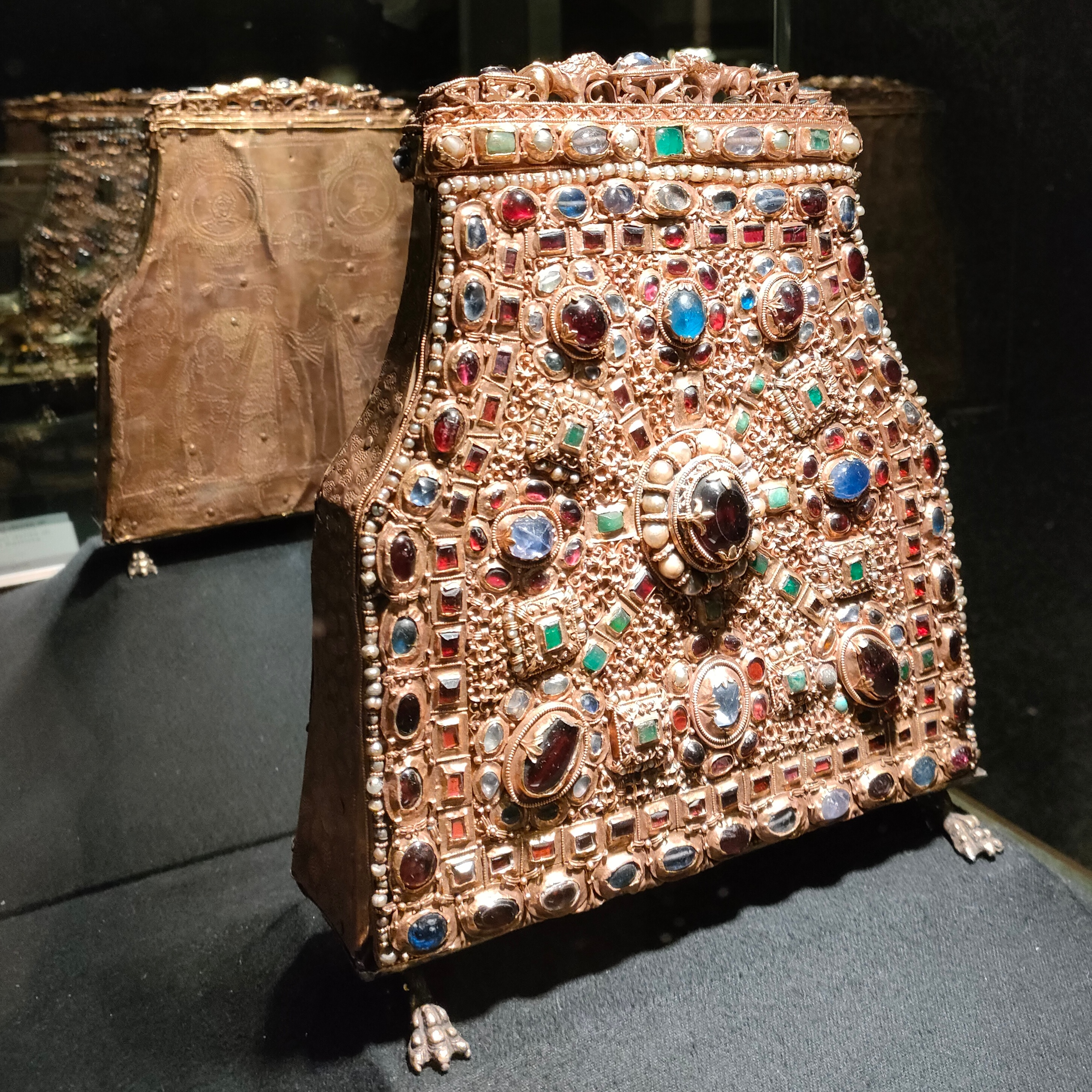
Reliquiario del dente di san Giovanni Battista, IX secolo, tesoro del Duomo di Monza

L'oreficeria carolingia si distingue per una serie di tratti formali e simbolici che riflettono la complessità culturale e ideologica del periodo. I manufatti sono caratterizzati da una monumentalità accentuata, anche nei piccoli oggetti, ottenuta attraverso l'uso abbondante di materiali preziosi come l'oro, l'argento dorato, le gemme incastonate e gli smalti policromi.
Dal punto di vista stilistico, si assiste a una fusione originale di diverse tradizioni artistiche: l'eredità tardo-antica si manifesta nella struttura solenne e simmetrica delle composizioni; le influenze bizantine si riconoscono nell'impiego di tecniche come il cloisonné e nella ieraticità delle figure rappresentate, mentre la tradizione insulare si percepisce nella ricchezza dei motivi ornamentali intrecciati e nella vivacità decorativa.
I motivi decorativi più ricorrenti includono tralci vegetali stilizzati, palmette, grifi, aquile e motivi a intreccio, spesso realizzati con grande minuzia per valorizzare il gioco di rifrazione della luce sulle superfici metalliche. L'effetto scintillante e la frammentazione della luce erano funzionali a evocare la dimensione del sacro, suggerendo la presenza divina attraverso il riverbero dei materiali preziosi.
Un elemento distintivo della produzione carolingia è la tendenza all'ibridazione stilistica: accanto a opere dall'impostazione classicheggiante si trovano pezzi che adottano soluzioni più astratte e dinamiche, evidenziando l'eclettismo e la vitalità del linguaggio carolingio. Un esempio significativo è offerto dal Codex Aureus di Sant'Emmerano, realizzato intorno all'870: la coperta presenta un fronte classicista, con figure in rilievo dorato impostate secondo canoni tardo-antichi, ma è arricchita da decorazioni marginali più dinamiche, caratterizzate da motivi a intreccio, smalti vivaci e gemme incastonate in composizioni dalla forte tensione astratta. Anche nell'altare di Sant'Ambrogio si coglie questa duplicità stilistica: se alcune scene si rifanno a modelli classicisti, la lavorazione degli sfondi e gli effetti di luce spezzata sull'oro introducono soluzioni più vibranti e frammentate, capaci di animare la superficie metallica con un dinamismo visivo accentuato.
L'approccio carolingio all'oreficeria non si limitava alla mera esecuzione tecnica, ma mirava a conferire ai manufatti un valore simbolico e sacrale, in linea con la visione imperiale di una renovatio romana e cristiana.

## Tecniche e materiali
L'oreficeria carolingia raggiunse livelli di eccellenza tecnica grazie all'impiego di procedimenti complessi ereditati dalla tradizione tardo-antica e insulare, rielaborati alla luce del nuovo programma culturale dell'impero.
Tra le tecniche più diffuse si annoverano:
- Lo sbalzo e la cesellatura, utilizzati per modellare il metallo a rilievo, conferendo ai manufatti una ricchezza plastica che accresceva il valore simbolico dell'opera[12];
- La fusione a cera persa, impiegata specialmente per elementi decorativi tridimensionali come statuette o elementi architettonici minuti, presenti in reliquiari e altari portatili[13];
- La smaltatura, in particolare la tecnica dello smalto cloisonné, ereditata dall'oreficeria bizantina, che consisteva nel separare le zone colorate mediante sottili filamenti metallici, ottenendo effetti cromatici brillanti[14];
- L'incastonatura di gemme, in cui pietre preziose e semipreziose come granati, ametiste, smeraldi e perle venivano utilizzate per accentuare il valore e il significato sacro degli oggetti, secondo un simbolismo della luce e della purezza[15].

I materiali privilegiati erano l'oro, considerato simbolo di eternità e gloria divina, e l'argento dorato, più diffuso nelle opere di grandi dimensioni per ragioni pratiche e di costo. Le gemme spesso non erano selezionate in base alla loro purezza cristallina, ma alla vivacità del colore, talvolta anche riutilizzando elementi antichi provenienti da spolia.
La lavorazione di questi materiali preziosi richiedeva una conoscenza altamente specializzata e presupponeva la presenza di laboratori stabili presso le corti o in prossimità dei maggiori centri religiosi, dove gli orafi erano in grado di combinare competenze tecniche e sensibilità artistica.

## Opere principali

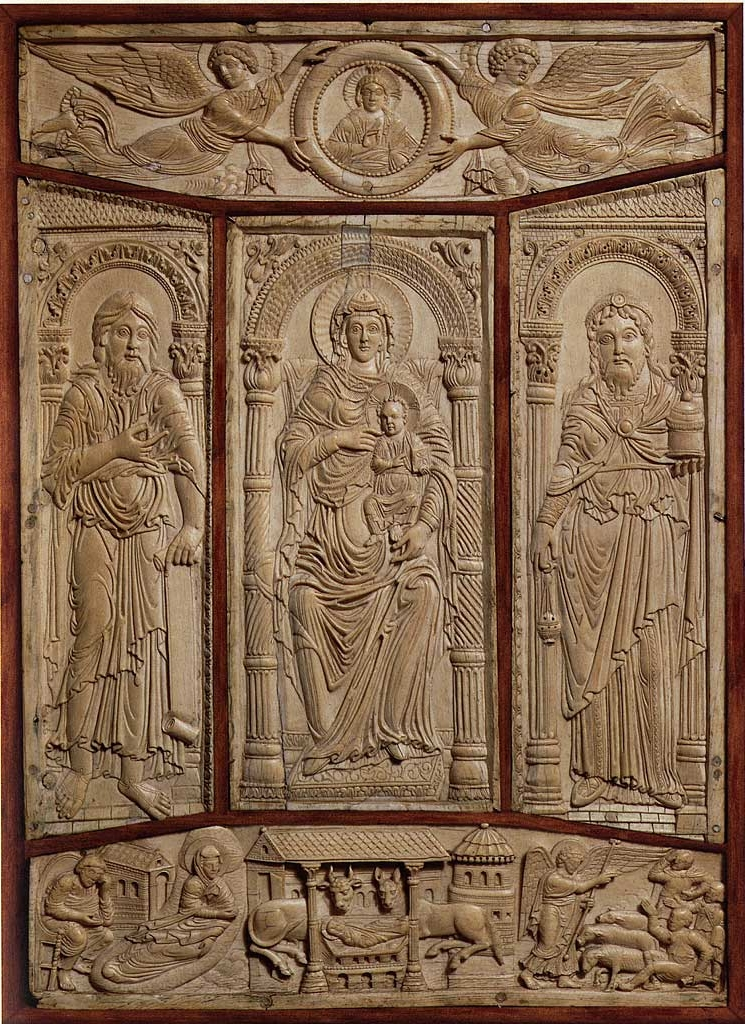
Coperta in avorio dell'Evangeliario di Lorsch, fine VIII - inizio IX secolo, Victoria and Albert Museum, Londra

Tra i capolavori superstiti dell'oreficeria carolingia, un posto di rilievo è occupato dall'altare di Sant'Ambrogio, commissionato dall'arcivescovo Angilberto II e realizzato dal magister Vuolvino tra l'824 e l'859, ancora oggi conservato nella basilica di Sant'Ambrogio a Milano. L'opera, riccamente ornata con sbalzi, smalti e pietre preziose, esemplifica l'ambizione carolingia di creare manufatti in cui la materia preziosa si facesse trasparenza della gloria divina.
Altrettanto significativa è la coperta del Codex Aureus di Sant'Emmerano, custodita nella Bayerische Staatsbibliothek di Monaco di Baviera e databile intorno all'870. Realizzata in oro e decorata con rilievi e gemme incastonate, essa testimonia la capacità degli orafi carolingi di integrare elementi classicheggianti, come la rappresentazione di Cristo in maestà, con una sensibilità narrativa vivace e fortemente simbolica.
Un altro esempio di arte orafa con funzione devozionale è il reliquiario del dente di san Giovanni Battista, proveniente dal tesoro del Duomo di Monza, che mostra l'influsso delle tradizioni insulari, reinterpretate secondo la nuova estetica carolingia.
Nel contesto della produzione libraria, spicca la coperta dell'Evangeliario di Lorsch, associato all'abbazia di Lorsch, uno dei principali centri culturali dell'impero. La ricchezza delle decorazioni, l'uso di avorio scolpito e la preziosità delle legature dimostrano come l'arte orafa carolingia sapesse interagire con le arti del libro in un linguaggio condiviso di lusso e sacralità.
Anche l'Evangeliario di Godescalco, realizzato su commissione di Carlo Magno intorno al 781-783, costituisce un esempio precoce e significativo della produzione orafa carolingia applicata ai codici miniati, con la presenza di placche metalliche e decorazioni che celebrano la funzione imperiale e liturgica del volume.
Particolarmente raffinato è il cosiddetto Arnulfziborium, o ciborio di Arnolfo, conservato nella Residenz di Monaco. Si tratta di una struttura architettonica miniaturizzata, realizzata in oro, smalti e pietre preziose, che rievoca la forma di un baldacchino sorretto da colonnine, esprimendo l'intento carolingio di rifondare simbolicamente l'architettura sacra attraverso l'arte dell'oreficeria.
Tra i reliquiari di epoca carolingia si distingue anche la Stephansbursa, una borsa-reliquiario in oro, smalti cloisonné e gemme, databile al IX secolo, oggi conservata presso il tesoro imperiale di Vienna. L'opera, caratterizzata da una raffinata tecnica di smaltatura e da un'elegante sintesi formale, rappresenta uno dei più antichi esempi di reliquiario corporale, destinato a custodire le reliquie di santo Stefano.
Da citare infine il gruppo di reliquiari legati al tesoro della abbazia reale di Saint-Denis, che rappresentano uno dei vertici dell'oreficeria di età carolingia per l'equilibrio tra complessità iconografica, qualità tecnica e sontuosità dei materiali.
Queste opere testimoniano come l'oreficeria carolingia non si limitasse a produrre oggetti di lusso, ma aspirasse a creare veri strumenti liturgici e politici, capaci di comunicare visivamente la renovatio imperii e la sacralità del potere attraverso la perfezione dei materiali e l'eccellenza tecnica.

## Centri di produzione

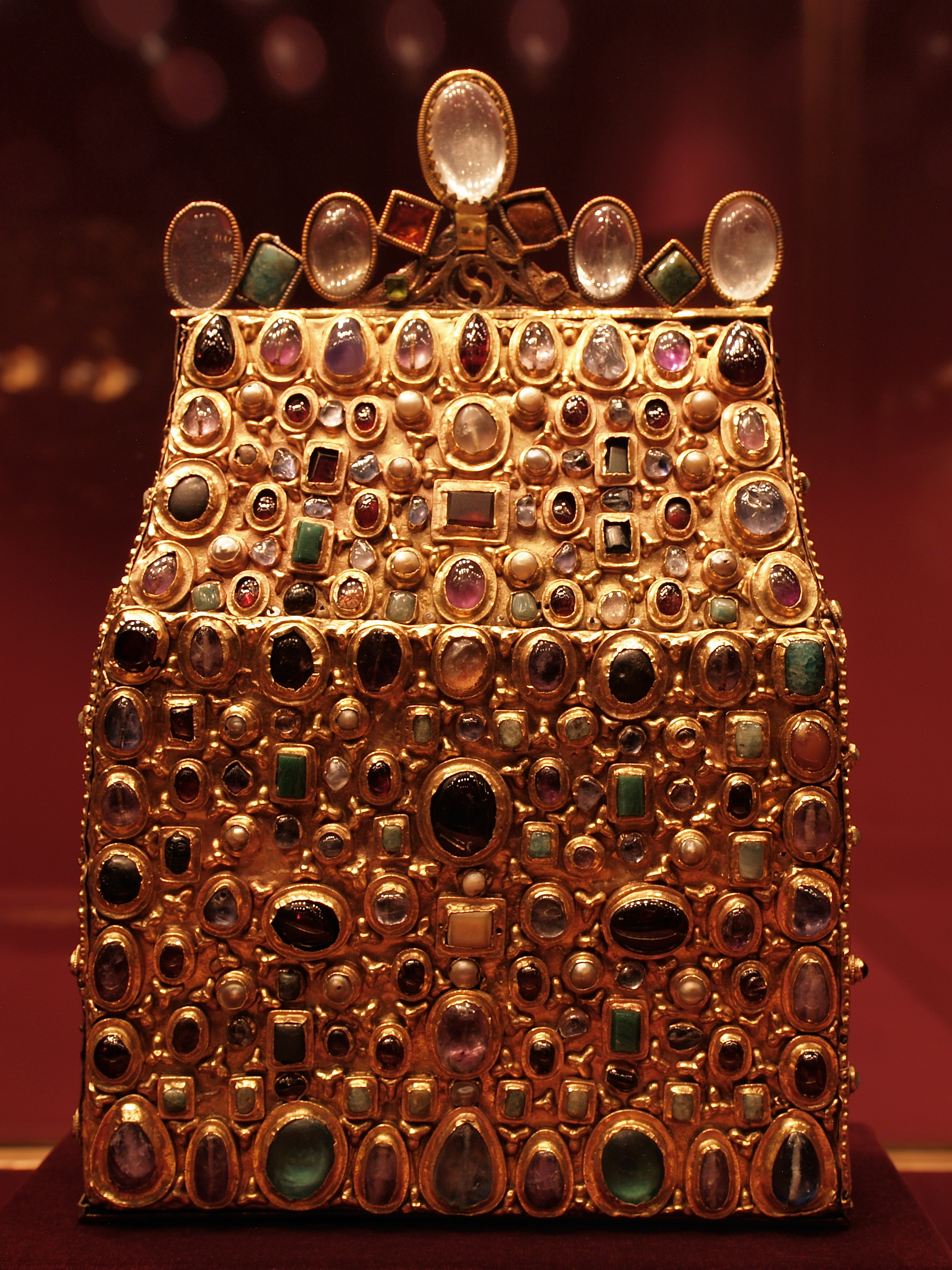
Stephansbursa, inizio IX secolo, tesoro della Corona austriaca

L'oreficeria carolingia si sviluppò all'interno di un sistema articolato di officine distribuite in vari centri del Sacro Romano Impero, strettamente legate sia alla corte imperiale sia ai principali monasteri e sedi vescovili. La presenza di laboratori altamente specializzati presso le residenze imperiali e i poli religiosi più influenti favorì la diffusione di uno stile omogeneo, pur con variazioni locali.
Aquisgrana, capitale dell'impero sotto Carlo Magno, divenne uno dei principali centri di produzione, sede di un laboratorio di corte che operava sotto la diretta supervisione imperiale. Qui vennero realizzati manufatti di eccezionale qualità destinati all'arredo liturgico della cappella palatina e ai doni diplomatici.
Reims si affermò come uno dei centri artistici più vitali della rinascita carolingia, grazie all'impulso dell'arcivescovo Ebbone e alla presenza di una scuola di miniatura e oreficeria capace di fondere l'eredità tardo-antica con una nuova sensibilità espressiva. Le opere prodotte a Reims sono caratterizzate da una forte vivacità stilistica e da un raffinato uso degli smalti.
A Saint-Denis, presso Parigi, l'antica abbazia reale promosse una produzione orafa di altissimo livello, con particolare attenzione ai reliquiari e agli arredi sacri, destinati a sottolineare il ruolo di custode della tradizione franca rivendicato dal monastero.
Anche in area germanica sorsero centri di grande rilievo, come San Gallo e Fulda, dove la stretta connessione tra scriptoria monastici e officine orafe favorì la creazione di opere in cui la decorazione libraria e quella metallica condividevano motivi iconografici e stilistici.
In Italia settentrionale, Milano si impose come importante centro di produzione orafa in età carolingia, come dimostra l'altare di Sant'Ambrogio, mentre il tesoro della basilica di San Marco a Venezia conserva esempi che documentano la sopravvivenza e l'adattamento delle tecniche carolinge in un contesto di scambi mediterranei.
L'esistenza di queste officine, spesso collegate tra loro da reti di committenza e di formazione artistica, testimonia l'ampiezza e la coesione culturale del progetto carolingio, volto a diffondere un linguaggio artistico unitario in grado di rafforzare l'identità religiosa e politica dell'impero.

## Eredità e influenza
L'oreficeria carolingia, per la sua qualità tecnica e il suo valore simbolico, esercitò un'influenza duratura sulle arti del Medioevo occidentale, ponendo le basi per gli sviluppi successivi della produzione orafa ottoniana e romanica.
La monumentalità delle forme, l'impiego di materiali preziosi come veicolo di espressione spirituale, l'integrazione tra elementi classicheggianti, bizantini e insulari divennero tratti distintivi dell'arte religiosa dei secoli successivi. In particolare, la cultura artistica ottoniana (X-XI secolo) riprese e amplificò i modelli carolingi, accentuandone l'aspetto ieratico e simbolico, come testimoniano i grandi crocifissi gemmati, le stauroteche e le croci astili dell'area renana.
Non meno importante fu l'eredità tecnica lasciata dagli orafi carolingi: le competenze nella lavorazione dello smalto cloisonné, nella fusione a cera persa e nella modellazione a sbalzo continuarono a essere trasmesse all'interno dei monasteri e delle scuole di arti meccaniche, contribuendo alla formazione di generazioni di artigiani specializzati.
La funzione politica e liturgica dell'oreficeria carolingia quale strumento di affermazione del potere e di rappresentazione della gloria divina rimase un modello di riferimento anche per i successivi regni cristiani, in particolare nelle corti di Germania, Francia e Italia settentrionale. In questo senso, l'oreficeria dell'epoca carolingia non solo si inserisce nella storia dell'arte europea, ma rappresenta anche uno dei momenti fondativi della cultura visiva del Medioevo occidentale.